# Burg Echbeck
Die Burg Echbeck ist eine abgegangene Höhenburg auf einer Anhöhe anstelle der Kapelle St. Josef und Maria bei Echbeck, einem heutigen Ortsteil der Gemeinde Heiligenberg im Bodenseekreis in Baden-Württemberg.
Vermutlich wurde die Burg von den Herren von Echbeck, die wahrscheinlich ein Überlingener Patriziergeschlecht waren, erbaut.